# Régis Monteiro
Régis Monteiro (São Paulo, 29 de fevereiro de 1948) é um ator brasileiro.
Desde menino a arte fez parte de sua vida. Pianista, tocava jazz num trio (piano, sax e bateria), cursava química na faculdade Mackenzie, quando, pelas mãos de Ivani Ribeiro (1970) ingressou na Rede Tupi, em sua primeira novela, O Meu Pé de Laranja Lima, no personagem Sabugo, com direção do saudoso Carlos Zara.

## Filmografia
- 2002 - Pequena Travessa[1] - Manoel (Advogado do Alberto)
- 2001 - O Grilo Feliz[2] - Faz-Tudo (voz)
- 2001 - Amor e Ódio[1] - Manuel Hernandes
- 1999 - Louca Paixão[1] - Custódio Soares
- 1997 - Por Amor e Ódio[1] - Juarez
- 1996 - A Última Semana[1]
- 1994 - Éramos Seis[1] - Doutor Azevedo
- 1983 - Braço de Ferro[1] - Milton
- 1983 - A Ponte do Amor[1]
- 1982 - A Filha do Silêncio[1] - Inácio
- 1979 - O Todo Poderoso[1] - Norberto
- 1977 - O Espantalho[1] - Vasco
- 1977 - O Profeta[1] - Toni
- 1975 - A Viagem[1] - Zé Luiz
- 1975 - O Velho, o Menino e o Burro[1] - Álvaro
- 1974 - Os Inocentes[1] - Maneco
- 1972 - O Leopardo[1] - Edgar
- 1971 - Nossa Filha Gabriela[1] - Viriato
- 1970 - O Meu Pé de Laranja Lima - Sabugo[1]